# Ezra Pound
Ezra Weston Loomis Pound (født 30. oktober 1885, død 1. november 1972) var en amerikansk digter, musiker og kritiker i udlændighed, og var en drivkraft i den modernistiske digtning i begyndelsen og midten af 1900-tallet. Kritikeren Hugh Kenner beskrev sit møde med Pound således: "I suddenly knew that I was in the presence of the center of modernism." ("Jeg vidste pludselig at jeg var i selskab med modernismens centrum.")